# 우장위안

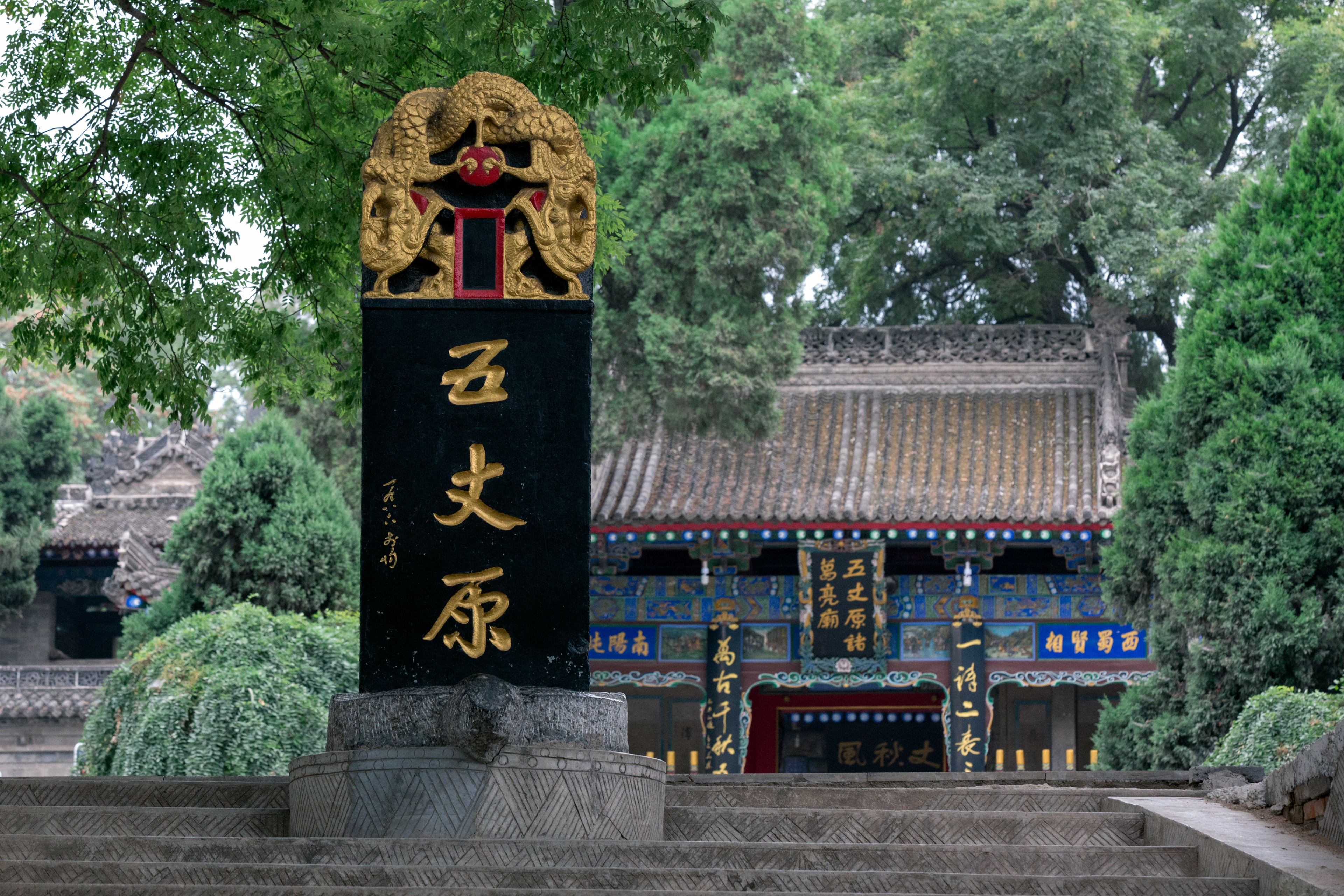
우장위안에 위치한 무후사(武侯祠).

우장위안(중국어: 五丈原, 병음: Wǔzhàngyuán, 한자음: 오장원)은 중국 산시성 바오지시 치산현으로부터 남쪽으로 약 20km 정도 떨어진 지역에 위치한 황토 고원 평야 지대이며, 가장 폭이 좁은 지역이 5장(丈)밖에 되지 않는 것으로 인해 이러한 명칭이 붙었다. 높이 약 120 미터, 동서로 약 1 킬로미터, 남북으로 약 3.5 킬로미터 정도의 면적으로 되어있으며, 남쪽으로는 친링산맥, 북쪽으로는 웨이허, 동쪽으로는 마이리허, 서쪽으로는 스터우허와 접해있다.

## 역사
건흥(建興) 12년(234년) 촉한(蜀漢)의 승상(丞相)인 제갈량(諸葛亮)이 제5차 북벌을 나설 당시 한중(漢中)에서 출발해 사곡(斜谷)과 진령(秦嶺)을 거쳐 이곳에 진(陣)을 쳐 촉한의 군사를 주둔시켰고, 이곳에서 사마의(司馬懿)가 이끄는 위나라(魏)의 군사와 100여일동안 대치하던 도중 제갈량이 병사하였다.
이 당시 개간되었다고 전해지는 농경지는 현재까지도 산기슭 부근에 존재하며, '제갈전(諸葛田)'이라는 명칭으로 불리고 있다. 또한 이곳에는 당나라(唐) 시기에 건립된 무후사(武侯祠)가 있으며, 사당 내에는 현판 및 기념사, 비석 등의 유적이 있다.
과거에는 중국 인민해방군의 훈련장으로 사용되어 일반인은 중국 당국의 허가 없이는 출입이 불가능했으나, 현재는 외화 벌이 수단의 일환으로 이곳을 관광지로 활용해 단체 관광객을 유치하고 있다.

## 같이 보기
- 치산현
- 제갈량